# Sport Clube Santo Antônio
O Sport Clube Santo Antônio, ou Sport Atalaia é um clube brasileiro de futebol, da cidade de Atalaia, no estado de Alagoas. As cores são Vermelho, Preto e Amarelo e o símbolo é o Leão.

## História
Fundado em 13 de junho de 2007 o Sport Clube Santo Antônio, mais conhecido como Sport Atalaia logo se tornou a paixão e orgulho do povo da cidade de Atalaia, que pela primeira vez teria um representante no futebol de Alagoas.
Já em 2009 o clube conseguiu chegar na final do Campeonato Alagoano de Futebol - Segunda Divisão, mas ficou sem o acesso, uma vez que o título foi dividido entre Santa Rita e União.
Foi apenas no ano seguinte, em 2010 que o fanático torcedor do Sport pôde comemorar o acesso à primeira divisão, com mais uma vez o Sport terminando como vice-campeão, desta vez perdendo a decisão para o tradicional CSA, maior campeão do estado.
Em 2011 e 2012 o Sport de Atalaia fez campanhas medianas no Campeonato Alagoano de Futebol e conseguiu permanecer na elite disputando com as principais equipes do estado e sendo um incômodo para elas, principalmente quando os jogos eram disputados em Atalaia no Estádio Luís de Albuquerque Pontes.
Em 2013 o clube acabou fazendo uma campanha ruim no estadual e terminou rebaixado para a segunda divisão. No ano seguinte chega novamente a final da Segunda Divisão, conseguindo o acesso, mas não disputou o Campeonato Alagoano de Futebol de 2015 por desistência.

## Títulos

### Estaduais
- Vice-campeão Alagoano - 2ª divisão: 2010 e 2014
- Supercopa Poeteiros - 2015

## Desempenho em competições

### Campeonato Alagoano - 1.ª divisão
| Ano  | Posição        |
| 2011 | 5°             |
| 2012 | 6°             |
| 2013 | 8° (rebaixado) |
| 2015 | ND             |

### Campeonato Alagoano - 2.ª divisão
| Ano  | Posição |
| 2009 | 3°      |
| 2010 | 2°      |
| 2014 | 2°      |